# Euodynerus soikai
Euodynerus soikai är en stekelart som beskrevs av Guichard 1986. Euodynerus soikai ingår i släktet kamgetingar, och familjen Eumenidae. Inga underarter finns listade i Catalogue of Life.